# Paracalanus denudatus
Paracalanus denudatus är en kräftdjursart som beskrevs av Sewell 1929. Paracalanus denudatus ingår i släktet Paracalanus och familjen Paracalanidae. Inga underarter finns listade i Catalogue of Life.